# Maurice Cova
Maurice Jesús Cova Sánchez (San Cristóbal, Táchira, Venezuela; 11 de agosto de 1992) es un futbolista venezolano que juega como centrocampista en el Deportivo Táchira de la Primera División de Venezuela.

## Trayectoria
Maurice Cova, debuta en Primera División con el Deportivo Táchira, ante el Deportivo Lara en Cabudare, donde el encuentro finalizaría 2 a 2, y marcando un gol en el minuto 85. Desde entonces fue  tomado muy en cuenta por el director técnico Jorge Luis Pinto.
En 2011, con el profesor Manolo Contreras consiguió afianzarse en el equipo siendo titular el la mayoría de sus partidos, desde ese entonces es más conocido como "El Cobero".
A inicios de 2013, es cedido por el Deportivo Táchira al Deportivo La Guaira, institución en la que estuvo solo un semestre.
A mediados de 2013, abandona definitivamente el Deportivo Táchira y ficha por Trujillanos FC donde siempre fue tomado muy en cuenta en cada temporada.
A mediados de 2016, es traspasado al Carabobo Fútbol Club.
En 2019, llega al Celaya FC de la Liga Expansión de México.
En 2021, vuelve a las filas del Deportivo Táchira, donde repartió 4 asistencias en su participación en la Copa Libertadores 2021, consiguiendo el tercer puesto en el grupo para seguir en competiciones internacionales, esta vez, en Copa Sudamericana 2021.

## Clubes
| Club                | País      | Año           | Partidos | Goles | Asistencias |
| ------------------- | --------- | ------------- | -------- | ----- | ----------- |
| Deportivo Táchira   | Venezuela | 2010-2013     | 45       | 3     | 6           |
| Deportivo La Guaira | Venezuela | 2013          | 14       | 0     | 0           |
| Trujillanos FC      | Venezuela | 2013 - 2016   | 80       | 5     | 1           |
| Carabobo FC         | Venezuela | 2016-2019     | 62       | 12    | 6           |
| Celaya FC           | México    | 2019-2020     | 30       | 2     | 2           |
| Deportivo Táchira   | Venezuela | 2021-presente | 130      | 21    | 28          |

Datos actualizados el 24 de noviembre de 2024.

## Palmarés

### Campeonatos nacionales
| Título           | Club              | País      | Año     |
| ---------------- | ----------------- | --------- | ------- |
| Torneo Apertura  | Deportivo Táchira | Venezuela | 2010-11 |
| Primera División | Deportivo Táchira | Venezuela | 2010-11 |
| Torneo Apertura  | trujillanos FC    | Venezuela | 2014-15 |
| Primera División | Deportivo Táchira | Venezuela | 2021    |
| Primera División | Deportivo Táchira | Venezuela | 2023    |
| Torneo Clausura  | Deportivo Táchira | Venezuela | 2024    |
| Primera División | Deportivo Táchira | Venezuela | 2024    |